# Xanthia gilvescens
Xanthia gilvescens är en fjärilsart som beskrevs av Wood 1915. Xanthia gilvescens ingår i släktet Xanthia och familjen nattflyn. Inga underarter finns listade i Catalogue of Life.